# Oostdwergtonijn
De Oostdwergtonijn (Euthynnus affinis) is een straalvinnige vis uit de familie van makrelen (Scombridae) en behoort derhalve tot de orde van baarsachtigen (Perciformes). De vis kan een lengte bereiken van 100 cm.

## Leefomgeving
De Oostdwergtonijn is een zoutwatervis. De vis prefereert een tropisch klimaat en heeft zich verspreid over de Grote en Indische Oceaan. De diepteverspreiding is 0 tot 200 m onder het wateroppervlak.

## Relatie tot de mens
De Oostdwergtonijn is voor de visserij van groot commercieel belang. In de hengelsport wordt er weinig op de vis gejaagd.
Voor de mens is de dwergtonijn potentieel gevaarlijk, omdat er vermeldingen van ciguatera-vergiftiging zijn geweest.